# Marid
Dans le folklore arabe, un marid (en arabe : مارد) est un djinn des mers et des océans, on les trouve au large des sanctuaires.
Le Marid est mentionné dans le Coran dans la Sourate 37 As-Saaffat (Les Rangés), au verset 7.

## Mythologie
Les Marids sont souvent décrits comme le plus puissant type de djinns. En conséquence, ils sont aussi les plus arrogants et les plus fiers. Comme tous les djinns, ils ont un libre-arbitre, mais peuvent être contraints à accomplir des tâches. Ils ont aussi la capacité d'exaucer les souhaits des mortels, mais cela nécessite de les battre, et de les asservir à l'aide de rituels. On peut aussi arriver à ses fins avec une bonne dose de ruse et flatterie.

## Le Marid dans la littérature moderne
Les Marids sont aussi traités dans la littérature moderne, Jonathan Stroud les mentionne dans La trilogie de Bartiméus. Ici, ils sont décrits comme les démons les plus puissants généralement mis à la disposition des magiciens. Il est rarement fait référence aux Marids dans les livres cependant, il est dit que la canne de Gladstone avait le pouvoir d'au moins deux Marids.
Dans Les Enfants de la lampe magique, les Marids sont les « bons » djinns les plus puissants.
Plusieurs Marids sont au cœur de l'intrigue du roman Maître des djinns de l'auteur américain P. Djèlí Clark.
Les Marids sont présents dans La Cité de laiton de S. A. Chakraborty (en).